# 杉田玄端
杉田 玄端 / 杉田 玄瑞（すぎた げんたん、1818年10月19日（文政元年9月20日） - 1889年（明治22年）7月19日）は、幕末から明治期にかけての医学者、蘭学者、幕臣。杉田玄白の曾孫。諱は拡、字は充甫、号は泰岳。

## 経歴
尾張藩医・權頭信珉の子として江戸に生まれた。旧姓は吉野。幼名は徳太郎。7歳から藩で習字、漢学、算学を学ぶ。
杉田玄白の子・杉田立卿に師事し立卿の猶子となった後、玄白の養嗣子として杉田家宗家を継いだ杉田伯元の子・白玄の養子となって杉田家宗家の家督を相続し（杉田玄白の義理の孫となる）、医術をよく学ぶ。若狭国小浜藩主の侍医を務めたのちに幕府お抱えの医師となり、戸塚文海と共に勝海舟ら要人奉行の主治医となり、蘭学をもって蕃書調所教授から慶応元年（1865年）に外国奉行支配翻訳御用頭取となる。ここで同僚の福澤諭吉や吉田賢輔、高畠五郎、川本幸民、箕作阮甫を知り、深い親交を結んだ。
医学書のみならず、嘉永4年（1851年）には幕末最高の世界地理知識書といわれる『地学正宗図』を完成させており、これは吉田松陰や橋本左内らの「世界」観を構築する基となった。
維新後は、徳川家が陸軍士官を養成するために作った沼津兵学校付属病院に出仕し、陸軍付医師頭取に就任。明治政府に出仕せず、1875年（明治8年）福澤諭吉に招かれて慶應義塾内の医学所「尊生舎」教授となり、慶應義塾医学所の最初のスタッフの一人となった。新宮凉園、松山棟庵と共に慶應義塾付属診療所主任。その後、東京学士会院会員に選ばれた。1889年、急性腸炎のため死去したとされている。墓所は青山霊園(1イ1-22)。
子は杉田武、杉田雄、杉田盛（杉田廉卿の養子となる）。

## 著書等
- 『健全学』
- 『地學正宗』（地学正宗図）
- 『化学要論』
- 『産科宝函』